# Anja Kunick
Anja Kunick (ur. 22 stycznia 1975 w Lissie (gmina Neukyhna)) – niemiecka sędzina piłkarska. Sędziuje od 1997. W młodości trenowała piłkę ręczną oraz piłkę nożną. Marzenia o karierze zakończyła jednak kontuzja przedniego więzadła krzyżowego. Od 2002 sędziuje w Bundeslidze kobiet. Od stycznia 2007 jest sędzią międzynarodowym FIFA.